# Martinesd község
Martinesd község (románul: Comuna Mărtinești) község Hunyad megyében, Romániában. Központja Martinesd, beosztott falvai Kisdenk, Lozsád, Magura, Nagydenk, Tamáspatak, Tormás.

## Népessége
A 2011-es népszámlálás adatai alapján a község népessége 956 fő volt.